# Собраче
Собраче (словен. Sobrače) — поселення в общині Іванчна Гориця, Осреднєсловенський регіон, Словенія.